# Putnam Valley
Putnam Valley – miasto w Stanach Zjednoczonych, w stanie Nowy Jork, w hrabstwie Putnam.